# Simon van der Meer
Simon van der Meer (24 novembre 1925 à La Haye, Pays-Bas et mort le 4 mars 2011 au Grand-Saconnex, Suisse) est un physicien néerlandais. Il est colauréat avec Carlo Rubbia du prix Nobel de physique de 1984.

## Biographie
Il est colauréat avec Carlo Rubbia du prix Nobel de physique de 1984 « pour leurs contributions décisives au grand projet, ce qui a permis la découverte des particules W et Z, transmetteurs de l'interaction faible ». C'est l'un des délais les plus courts entre une découverte et cette récompense.
Il meurt le 4 mars 2011 à 85 ans.